# Galletas Gullón
Galletas Gullón es una empresa española dedicada al sector de la alimentación, principalmente a la fabricación de galletas. Fundada en Aguilar de Campoo (Palencia) en 1892, Gullón es el primer productor nacional de galletas y uno de los más importantes de Europa, con una facturación de 690 millones de euros en 2024, constituyendo la principal industria empleadora de la comarca de la Montaña Palentina, al generar más de 2100 puestos de trabajo.
Gullón dispone de dos factorías de producción en Aguilar de Campoo; la primera, Gullón, ubicada junto a la Autovía Cantabria-Meseta e inaugurada en 2003, ocupa una extensión de 200 000 m², siendo la mayor fábrica de galletas de España, y la mayor en superficie de Europa. En 2013 puso en marcha su segunda planta industrial, VIDA, que ocupa una superficie de 100 000 m². Ambas juntas forman el mayor complejo industrial de galletas de Europa.

## Historia

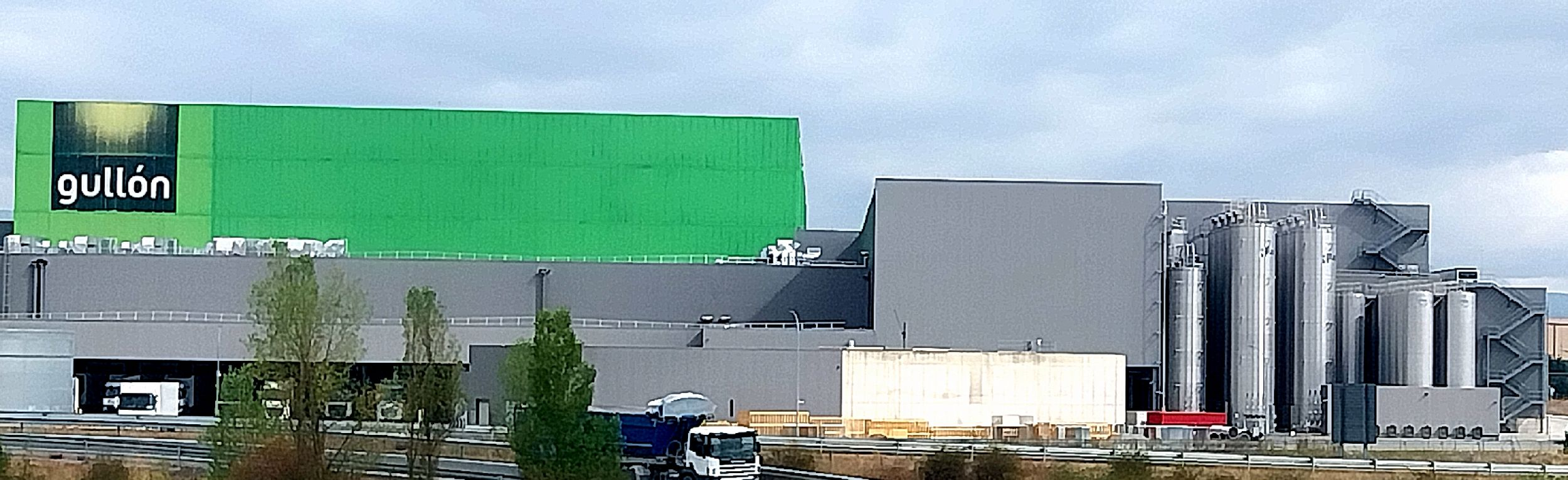
Complejo industrial de Gullón en Aguilar de Campoo junto a la Autovía Cantabria-Meseta, que por su superficie constituye la mayor fábrica de galletas de Europa.

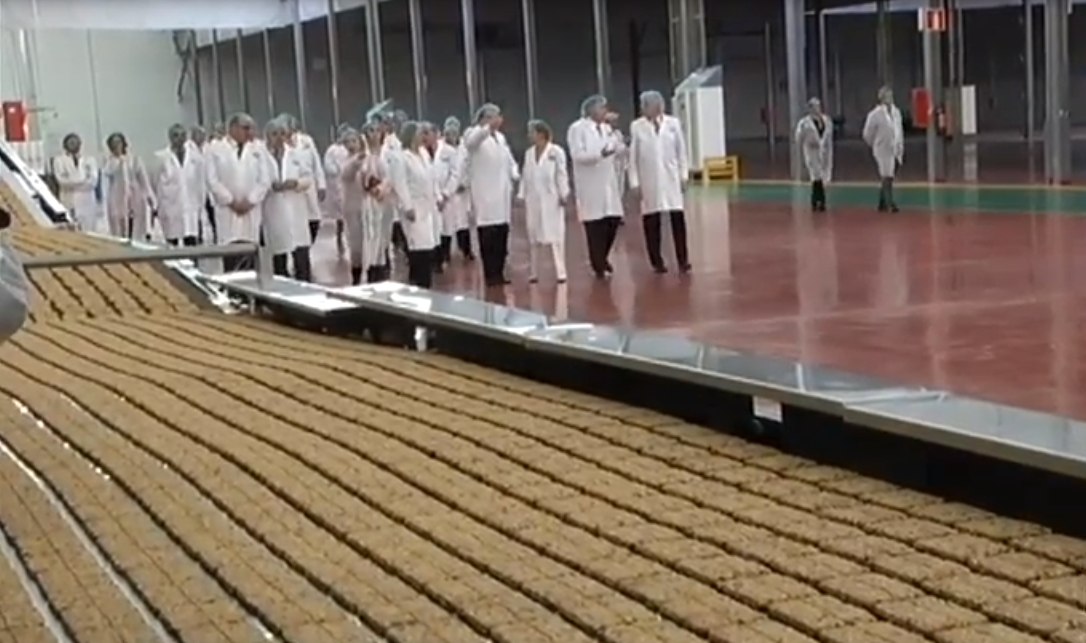
Aspecto de una de las líneas de producción de galletas Gullón en Aguilar de Campoo, durante una visita institucional en 2015.

Galletas Gullón es una empresa familiar que nació en la época de Galletas Fontaneda, que fue la pionera en la villa aguilarense en la fabricación de galletas, y que comenzó a finales del siglo XIX a partir de los reposteros locales, que las elaboraban con el trigo de Tierra de Campos y el azúcar y otros productos de las antiguas colonias españolas, que llegaban a través del puerto de Santander.
La empresa, fundada por el confitero zamorano José Gullón Barrios, experimentó una notable relevancia cuando la infanta Isabel de Borbón la nombró suministradora oficial de la Casa Real, lo que supuso un espaldarazo para su prestigio. El sector vivió además una época de esplendor en Aguilar, que llegó a ser conocido como "el pueblo de las galletas", y donde llegaron a existir hasta cinco fábricas: Fontaneda, Gullón, Fontibre, Ruvil y Tefe.
No obstante, la crisis del sector llevó al cierre de todas ellas, excepto Gullón y Fontaneda, que absorbieron toda la actividad en la villa, convirtiéndose en el motor de su desarrollo. En los años 1950, la empresa comenzó un proceso de diversificación del producto, comenzando la fabricación de galletas tostadas, barquillos, rosquillas y pastas. Fue además la primera empresa galletera española en fabricar galletas integrales.
En 2002, la multinacional United Biscuits anunció el cierre de Fontaneda, que había adquirido en 1996, y Gullón entabló negociaciones para la adquisición de su fábrica en Aguilar, aunque finalmente no fructificaron y fue Grupo Siro quien asumió las instalaciones. Un año después, Galletas Gullón inauguró su nueva fábrica, Gullón (la más grande de España y una de las más modernas de Europa) a las afueras de la localidad.
En 2010, la empresa comenzó la construcción de su tercera factoría, VIDA, que ocupa una superficie de 50 000 m², en la que la compañía ha invertido más de 100 millones de euros. El 35% de la producción de la empresa se dedica a la exportación, llevada a cabo a más de 100 países de todo el mundo. Gran parte de su producción se destina a marca blanca de diversas cadenas tanto nacionales como internacionales. En 2021, la marca para la distribución representaba el 59% de la fabricación de Galletas Gullón.
En 2022, la compañía elevó su facturación hasta los 531 millones de euros impulsada por un aumento del 2% de la producción. En 2023 alcanzó los 630 millones, con un aumento del 18%.

## Empleo
Gran parte de los trabajadores de Gullón pertenecen a empresas de trabajo temporal. En noviembre de 2018, una inspección del Ministerio de Trabajo comenzó una investigación sobre la denuncia del sindicato Comisiones Obreras de que había trabajadores que llevaban más de 15 años encadenando contratos temporales a través de la ETT Randstad. En 2022, la plantilla de la compañía estaba compuesta por 908 empleados en Gullón, 313 en VIDA y 657 trabajadores procedentes de empresas de trabajo temporal.
La compañía pasó de tener una plantilla compuesta por 1250 trabajadores en 2015 a más de 1800 en 2022.

## Productos
Gullón cuenta con más de 700 referencias de distintos productos, divididas en seis líneas distintas: 
- Sanas y Fibra:[15] ZERO sin azúcares, Vitalday, Digestive, BIO Organic, Sin Gluten, Ligera, Diet-Fibra, Mini Bites, Active Integral, María Integral y DarVida Cereales.
- Tradicional:[16] Creme Tropical, Creme Junior, Creme Canela, Bizcochos, María, Hojaldrada, Pastas, Dorada, Buterflt y Tostada.
- Infantil:[17] Dibus y Tuestis.
- Especialidades:[18] Moment, Twins, TwinGo, Duo, Mega Duo, Surtido, Barqui, Wafer Mix, Choco Bom y Mini Choco Chips.
- Saladas:[19] Cracker.
- Tortitas:[20] Tortitas Vitalday y Tortitas BIO Organic.

## Distinciones
- Accésit a Mejor Empresa Alimentaria Española en la Modalidad «Inversión Tecnológica» concedido por el Ministerio de Agricultura.[7]
- Premio Ecocultura a la «Mejor Empresa Elaboradora» de Castilla y León.[7]
- Medalla de Oro de la Cámara de comercio de Palencia.[7]
- Premio «Óptima Castilla y León», en reconocimiento a su labor en la paridad en el trabajo de contratación.[7]
- Premio Norte de Castilla a la trayectoria, concedido por el diario El Norte de Castilla.[7]
- Premio Alimentos de España a la Industria Alimentaria (2009).
- Premio Ejecutivos a Mª Teresa Rodríguez. Revista Ejecutivos (2012)[21]
- Premio Innovadores “Calidad de Vida” al proyecto de Investigación SARA que otorga el diario El Mundo Castilla y León. (2013)
- Premio “Empresaria del Año” que concedió FEDEPE a María Teresa Rodríguez Sainz-Rozas, entregado por S.A.R. la Princesa de Asturias (2013)[22]
- Premio ‘Especial Relevancia’ de la Cámara de Comercio de Palencia a María Teresa Rodríguez Sainz-Rozas (2013)
- Premios Ejecutivos Castilla y León, ‘Ejecutivo del Año’, entregado a Juan Miguel Martínez Gabaldón. (2013)[23]
- Premio EVAP 2020 a la profesionalidad, entregado a María Teresa Rodríguez por la Asociación de Empresarias y Profesionales de Valencia (2020).[24]
- Premio Delibes al Desarrollo Rural, concedido por El Norte de Castilla (2020).[25]
- Premio Festival Cine y Zona de Valderredible, concedido por la Fundación Agro&Cultura a María Teresa Rodríguez y a Lourdes Gullón (2021).[26]